# André Villas-Boas
Luís André de Pina Cabral e Villas-Boas, född 17 oktober 1977 i Porto, är en portugisisk fotbollstränare.

## Tränarkarriär

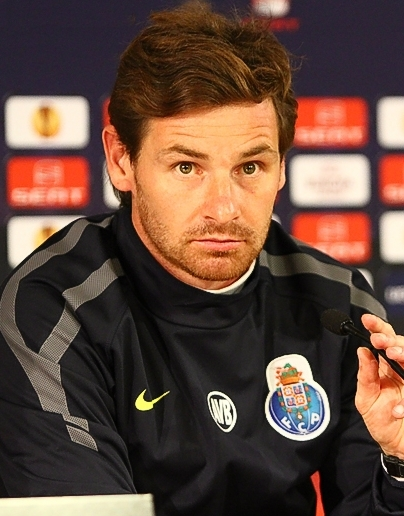
André Villas-Boas under en presskonferens som tränare för FC Porto.

Villas-Boas är mest känd för att vara en fotbollstränare utan att ha haft en professionell spelarkarriär.

### Académica
Villas-Boas började träna Académica i början av säsongen 2009-10. Efter åtta omgångar hade laget tre poäng och med Villas-Boas som tränare gick det betydligt bättre.

### Porto
Efter att ha fört upp Académica till en imponerande elfte plats i den portugisiska ligan och semifinal i cupen erbjöd storklubben FC Porto Villas-Boas möjligheten att efterträda den förre tränaren Jesualdo Ferreira. I Porto tog han trippeln redan i första säsongen, genom att vinna Portugisiska ligan, Portugisiska cupen och Europa League.

### Chelsea
Den 22 juni 2011 bekräftade Chelsea på sin officiella hemsida att Villas-Boas skrivit på ett treårskontrakt, och att han började som lagets tränare med omedelbar verkan. Sejouren blev inte särskilt lyckad och han sparkades den 4 mars 2012 efter förlusten mot West Bromwich Albion FC, där man föll med 1-0.

### Tottenham Hotspur
Den 3 juli 2012 meddelades det att Villas-Boas hade utsetts till Tottenham Hotspurs manager. Måndagen 16 december 2013 fick Villas-Boas sparken efter hemmaförlust mot Liverpool 0-5 dagen innan, största hemmaförlusten sedan 1997. Säsongen föregicks av stora problem med målskyttet där ett flertal 1-0-segrar kom till via straffmål. Den usla offensiven berodde möjligen på att han spelade med endast en anfallare, och inte två som flera spelare ville. 

## Karriär inom motorsport
Den 29 november 2017 avslöjade Villas-Boas att han skulle delta i det berömda Dakarrallyt. Han tvingades dock avbryta sin tävlan då han skadat ryggen efter att ha kraschat i en sanddyna i Peru.

## Meriter
Porto
- Primeira Liga: 2010/2011
- Portugisiska cupen: 2010/2011
- Supertaça Cândido de Oliveira: 2010
- Uefa Europa League: 2010/2011

Zenit Saint Petersburg
- Premjer-Liga: 2014/2015
- Ryska cupen: 2015/2016
- Ryska Supercupen: 2015

Marseille
- Trophée des Champions: tvåa 2020